# C/2013 N4 (Borisov)
C/2013 N4 (Borisov) — одна з довгоперіодичних комет. Ця комета була відкрита 8 липня 2013 року Геннадієм Борисовим; вона мала 16,8m на час відкриття.